# Geum triflorum
Geum triflorum är en rosväxtart som beskrevs av Frederick Traugott Pursh. Geum triflorum ingår i släktet nejlikrotsläktet, och familjen rosväxter.

## Underarter
Arten delas in i följande underarter:
- G. t. campanulatum
- G. t. canescens
- G. t. ciliatum

## Bildgalleri

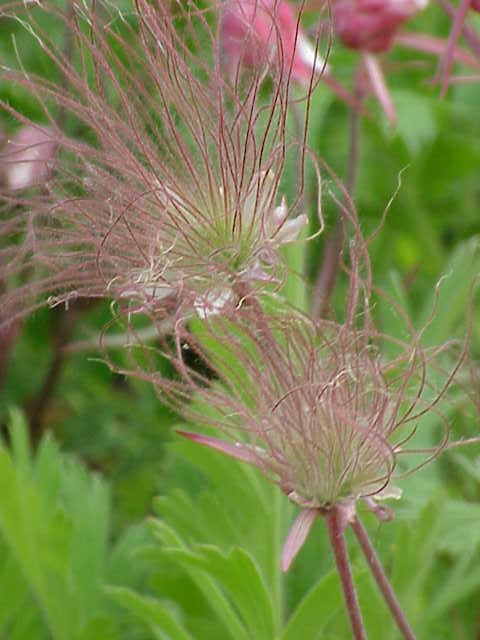
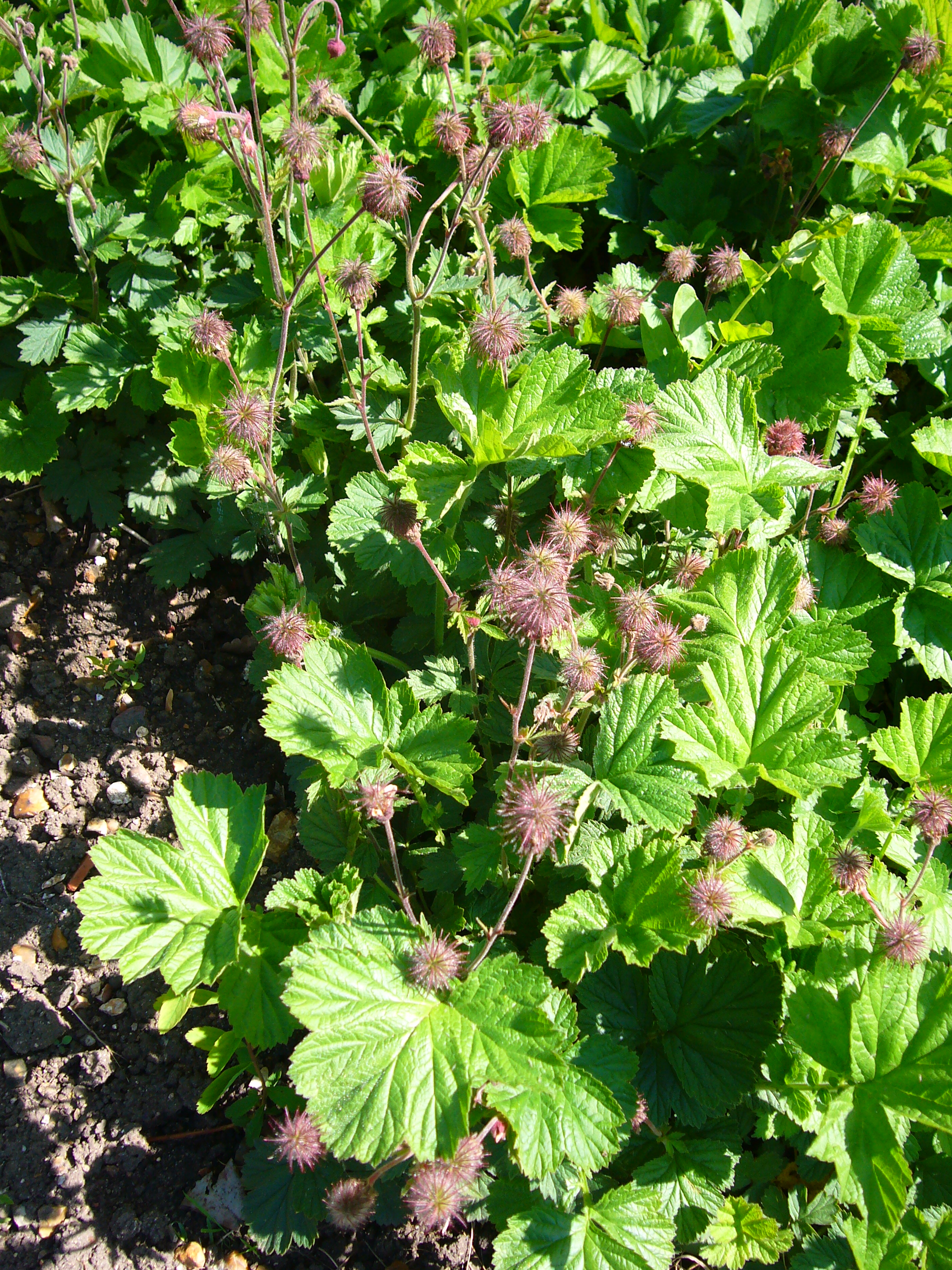
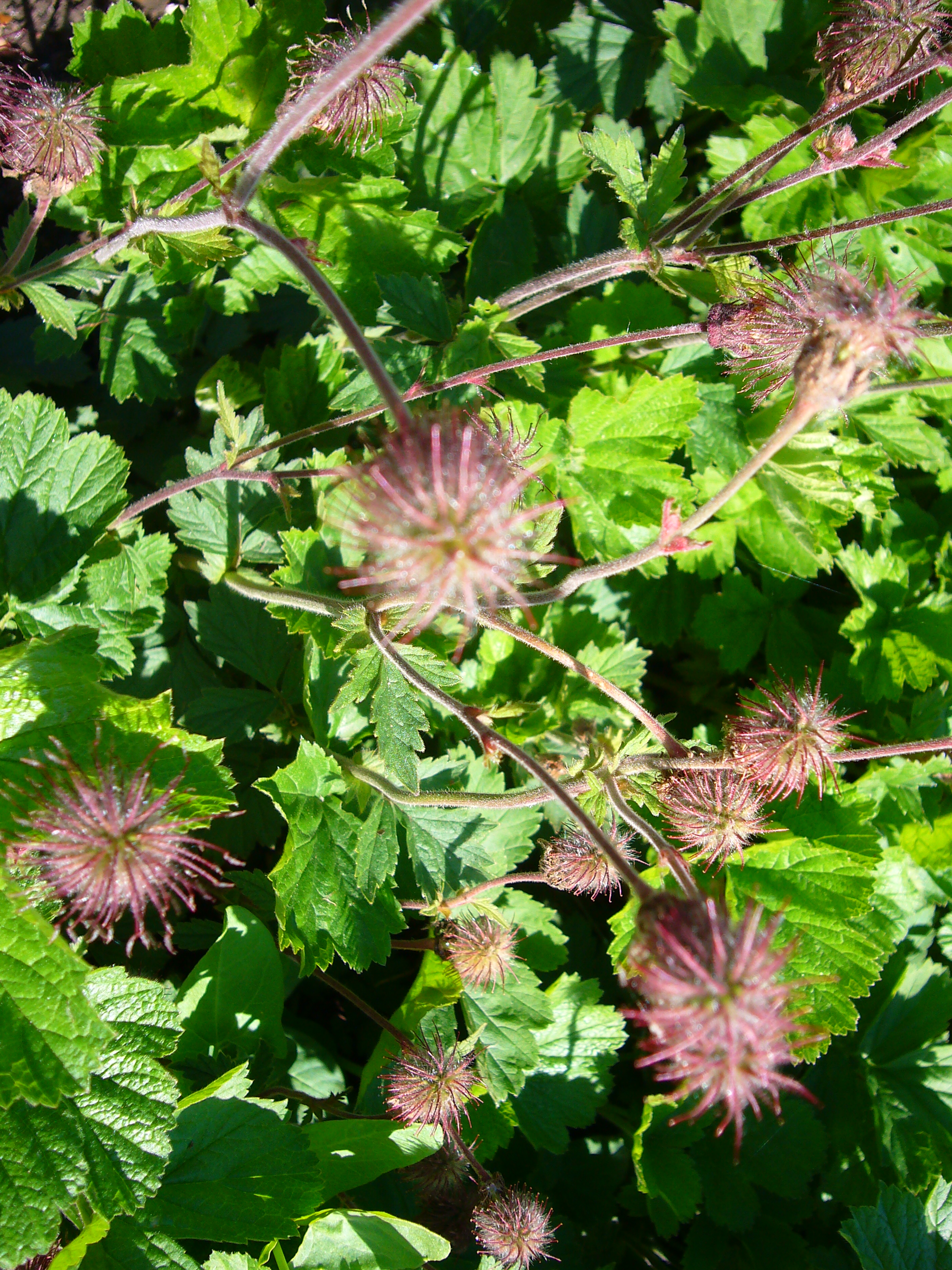
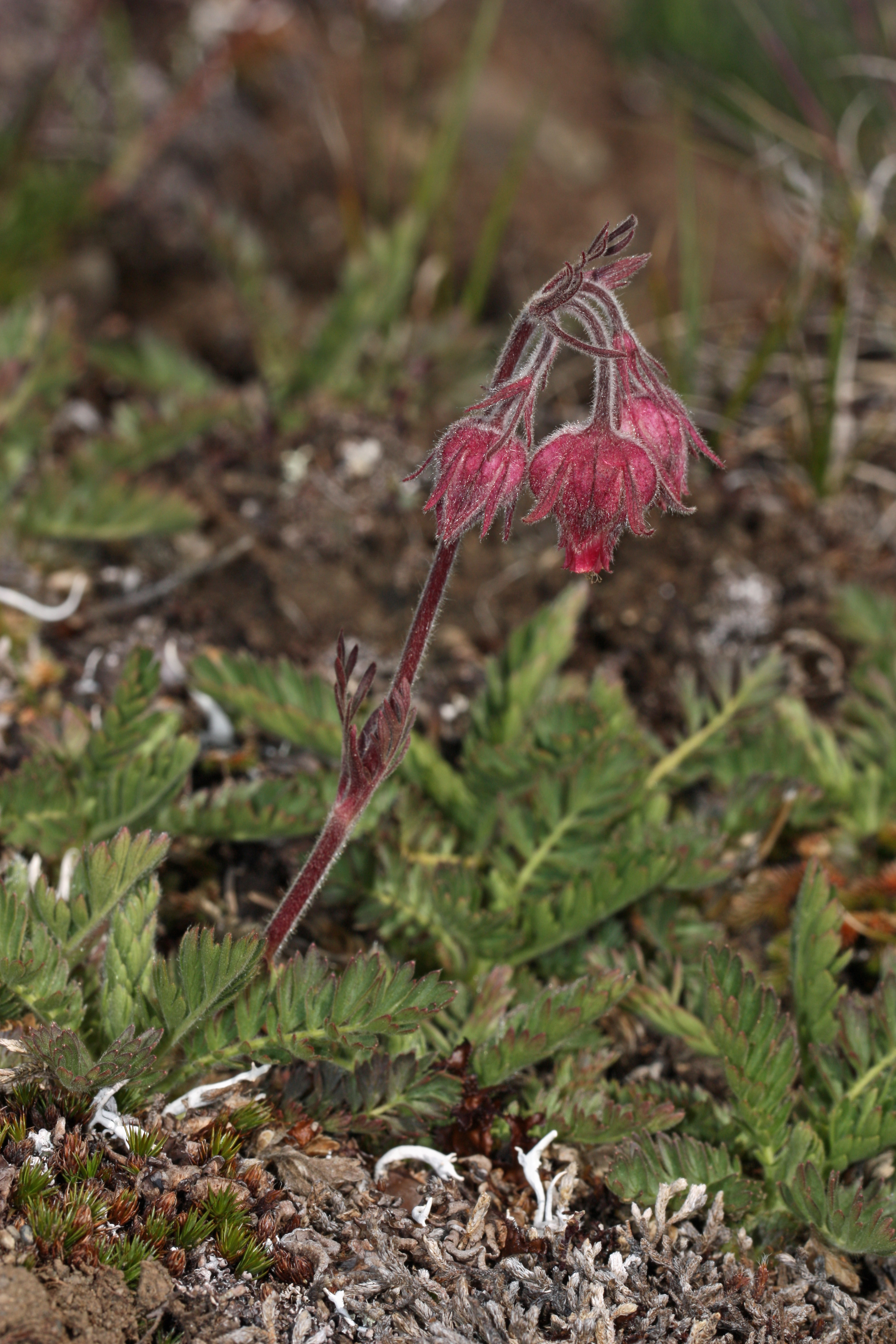
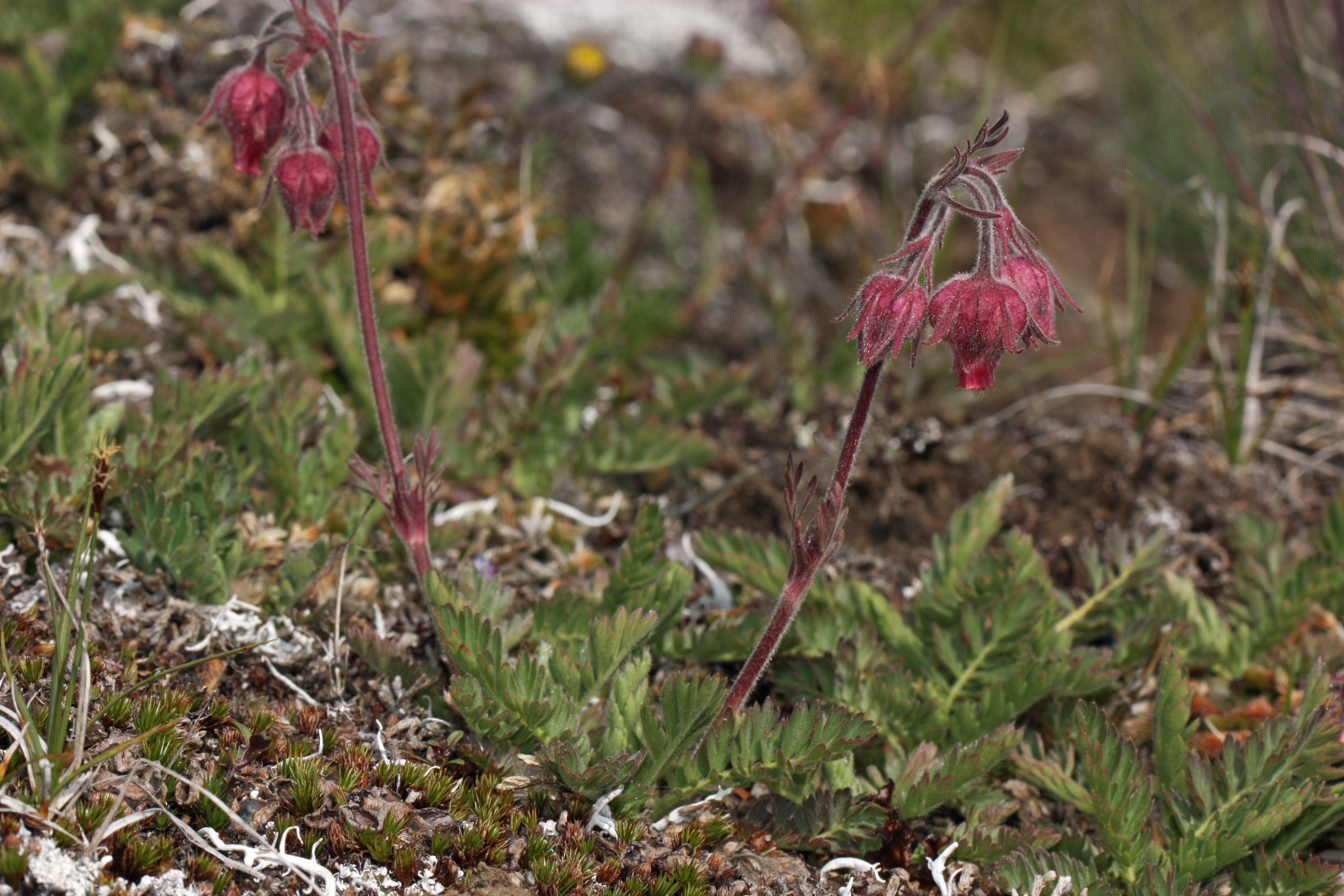
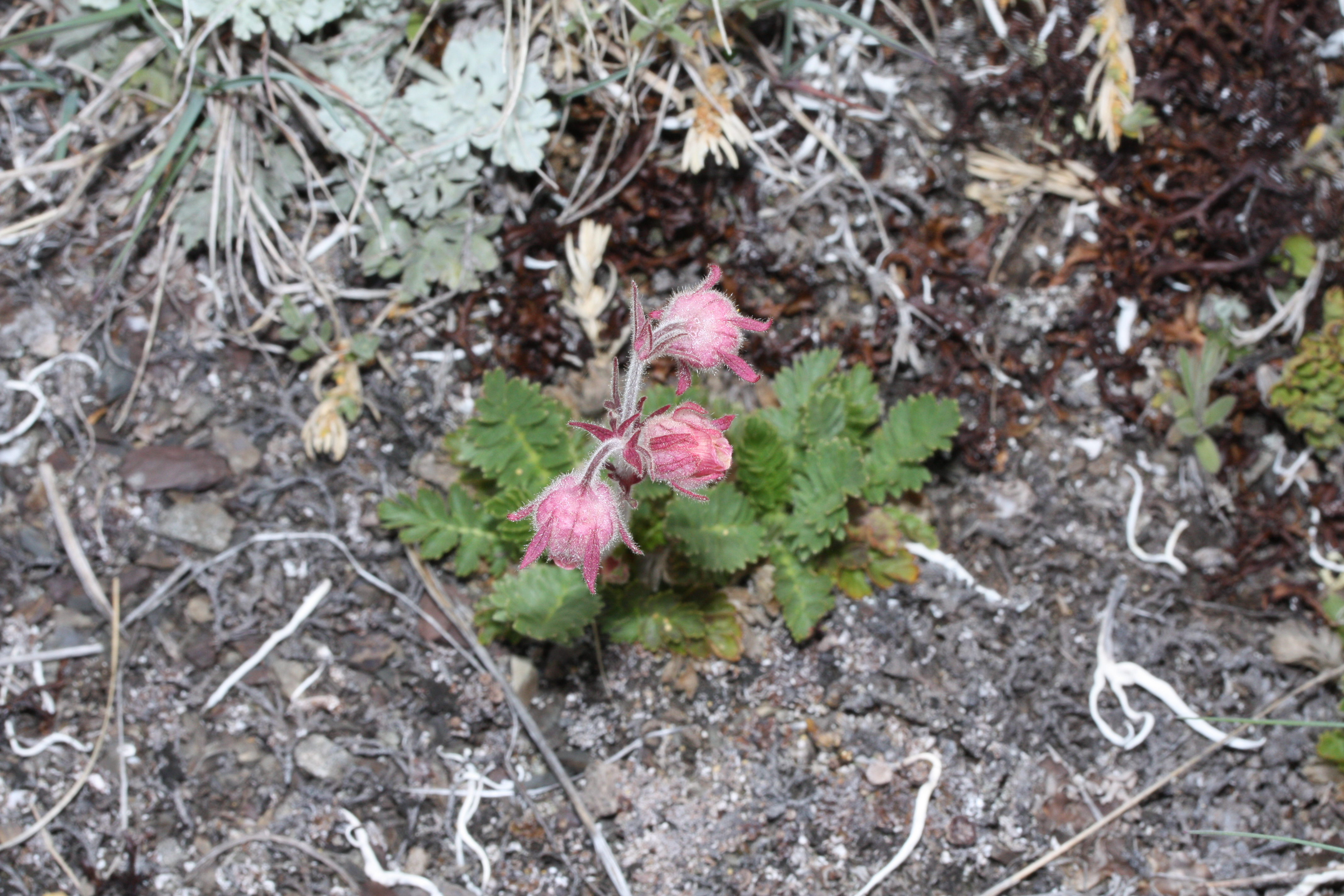